# Play the Game
Play the Game je singl britské rockové skupiny Queen. Vydána byla 30. května roku 1980 jako singl, na jehož druhé straně se nacházela píseň „A Human Body“. O měsíc později vyšla na desce The Game. Autorem písně „Play the Game“ je zpěvák kapely Freddie Mercury. Singl se umístil na 42. příčce v hitparádě časopisu Billboard. [zdroj?] K písni byl rovněž natočen videoklip, jehož režisérem byl Brian Grant. Na albu Killer Queen: A Tribute to Queen nahrál svou verzi písně americký hudebník Jon Brion. Kapela Beach House vydala svou verzi písně na kompilaci Dark Was the Night (vyšla pouze jako bonus na edici vydané přes obchod iTunes).